# Mein Film
Die Mein Film war eine österreichische Wochenzeitung mit cinographischer Ausrichtung, die zwischen 1926 und 1939 sowie 1945 bis 1957 in Wien erschien. Der Titelzusatz der Zeitung lautete Illustrierte Film- und Kinorundschau sowie 1926 (Heft 1 bis 53) Chefredakteur Friedrich Porges bzw. 1927 bis 1936 (Heft 54 bis 535) Herausgegeben von Friedrich Porges, der ab der folgenden Nummer (Heft 536) auch aus dem Impressum verschwand. Ab dem Anschluss Österreichs ans Deutsche Reich bzw. Heft 641 lautete der Titel der Zeitschrift Mein Film in Wien.
Jedes Titelblatt ist individuell gestaltet und zeigt je Ausgabe verschiedene Schauspieler und Schauspielerinnen. Das Layout der Zeitung und insbesondere des Titelblattes mit seinem charakteristischen Schriftzug hat sich entsprechend der redaktionellen bzw. politischen Verhältnisse verändert. Der ursprüngliche Schriftzug (Hefte 1 bis 535) repräsentierte den freien und souveränen Geist der Ägide Friedrich Porges; derjenige der Hefte 536 bis 640 die Annäherung Österreichs an Nazi-Deutschland; die Verwendung einer stilisierten Frakturschrift (Hefte 641 bis 672) die ersten Monate des „Anschlusses“ Österreichs ans Deutsche Reich; ab Heft 673 die Rückkehr zu einer vermeintlichen Normalität.
Gründer, ursprünglicher Herausgeber und Chefredakteur sowie zunächst auch Eigentümer war Friedrich Porges, verantwortlicher Redakteur Emanuel Lichtenstein und Verleger Moritz Grünstein. 
In Heft 640 (Anfang April 1938) lautet das Impressum „Eigentümer, Herausgeber, Verleger und Druckerei: NS. Werksgemeinschaft der Arbeiter und Angestellten des Druckereibetriebes Wien […] Schriftleitung und für den Inhalt verantwortlich: Helene Gruber“; später war Walther Siemerling „Hauptschriftleiter und für den Gesamtinhalt verantwortlich“.
In Heft 673 (Mitte November 1938) lautet das Impressum „Herausgeber, Eigentümer, Verleger: Johann N. Vernay, Druckerei- und Verlags-A.G., Wien, IX., Canisiusgasse 8-10“, den Druck besorgte nun jedoch Erwin Metten – allerdings unter derselben Adresse. „Erwin Metten Nachf.“ waren seit dem Relaunch der Zeitschrift im Herbst 1945 deren alleinige Eigentümer.